# Danh sách quận của Wisconsin
Danh sách này liệt kê 72 quận của tiểu bang Wisconsin, Hoa Kỳ. Tiểu bang Wisconsin được thành lập từ vùng lãnh thổ Wisconsin ngày 29 tháng 5 năm 1848, với 28 quận.

## Danh sách các quận
| Quận               | Mã FIPS &#13; | Quận lỵ &#13;     | Thành lập &#13; | Thành lập từ &#13;                                        | Từ nguyên | Dân số  | Diện tích               | Bản đồ                                    |
| ------------------ | ------------- | ----------------- | --------------- | --------------------------------------------------------- | --- | ------- | ----------------------- | ----------------------------------------- |
| Adams County       | 001           | Friendship        | 1848            | Quận Portage                                              | John Quincy Adams (1767-1848), President of the United States 1825-1829 | 20.875  | 648 sq mi (1.678 km2)   | State map highlighting Adams County       |
| Ashland County     | 003           | Ashland           | 1860            | unorganized territory                                     | Ashland, Henry Clay's estate in Kentucky | 16.157  | 1.044 sq mi (2.704 km2) | State map highlighting Ashland County     |
| Barron County      | 005           | Barron            | 1859            | Dallas and Polk Counties                                  | Henry D. Barron, state senator and circuit court judge. | 45.870  | 863 sq mi (2.235 km2)   | State map highlighting Barron County      |
| Bayfield County    | 007           | Washburn          | 1845            | Quận Ashland                                              | Henry Bayfield, Royal naval officer and first to survey the Great Lakes area | 15.014  | 1.476 sq mi (3.823 km2) | State map highlighting Bayfield County    |
| Brown County       | 009           | Green Bay         | 1818            | unorganized territory                                     | Major General Jacob Brown (1775-1828), a commanding general of the United States Army during the War of 1812                                                                                   | 248.007 | 529 sq mi (1.370 km2)   | State map highlighting Brown County       |
| Buffalo County     | 011           | Alma              | 1853            | Quận Trempealeau                                          | The Buffalo River, which flows through the county. | 13.587  | 684 sq mi (1.772 km2)   | State map highlighting Buffalo County     |
| Burnett County     | 013           | Siren             | 1856            | Quận Polk                                                 | Thomas P. Burnett, state legislator | 15.457  | 822 sq mi (2.129 km2)   | State map highlighting Burnett County     |
| Calumet County     | 015           | Chilton           | 1836            | unorganized territory                                     | The French word for a Menominee peace pipe. | 48.971  | 320 sq mi (829 km2)     | State map highlighting Calumet County     |
| Chippewa County    | 017           | Chippewa Falls    | 1845            | Quận Crawford                                             | The Ojibwe nation of Native Americans (historically referred to as Chippewa) | 62.415  | 1.010 sq mi (2.616 km2) | State map highlighting Chippewa County    |
| Clark County       | 019           | Neillsville       | 1853            | Quận Crawford                                             | George Rogers Clark (1752-1812), Revolutionary War general | 34.690  | 1.216 sq mi (3.149 km2) | State map highlighting Clark County       |
| Columbia County    | 021           | Portage           | 1846            | Quận Portage                                              | Christopher Columbus (1451-1506), navigator and explorer | 56.833  | 774 sq mi (2.005 km2)   | State map highlighting Columbia County    |
| Crawford County    | 023           | Prairie du Chien  | 1818            | unorganized territory                                     | William Harris Crawford (1772-1834), United States Senator from Georgia 1807-1813 and Secretary of the Treasury 1816-1825                                                                      | 16.644  | 573 sq mi (1.484 km2)   | State map highlighting Crawford County    |
| Dane County        | 025           | Madison           | 1836            | unorganized territory                                     | Nathan Dane (1752-1835), delegate to the First Continental Congress 1785-1788 | 488.073 | 1.202 sq mi (3.113 km2) | State map highlighting Dane County        |
| Dodge County       | 027           | Juneau            | 1836            | unorganized territory                                     | Henry Dodge (1782-1867), Territorial Governor of Wisconsin 1848-1857 | 88.759  | 882 sq mi (2.284 km2)   | State map highlighting Dodge County       |
| Door County        | 029           | Sturgeon Bay      | 1851            | Brown County                                              | A dangerous water passage near Door Peninsula known as porte des morts, or "door of the dead" in Tiếng Pháp                                                                                    | 27.785  | 483 sq mi (1.251 km2)   | State map highlighting Door County        |
| Douglas County     | 031           | Superior          | 1854            | unorganized territory                                     | Stephen Douglas (1813-1861), United States Senator 1847-1861 | 44.159  | 1.309 sq mi (3.390 km2) | State map highlighting Douglas County     |
| Dunn County        | 033           | Menomonie         | 1854            | Chippewa County                                           | Charles Dunn, state senator và chief justice of Wisconsin Territory | 43.857  | 852 sq mi (2.207 km2)   | State map highlighting Dunn County        |
| Eau Claire County  | 035           | Eau Claire        | 1856            | Chippewa County                                           | City of Eau Claire, itself French for "clear water" | 98.736  | 638 sq mi (1.652 km2)   | State map highlighting Eau Claire County  |
| Florence County    | 037           | Florence (CDP)    | 1882            | Marinette and Oconto Counties                             | Florence Julst, the first white woman to settle in the area | 4.423   | 488 sq mi (1.264 km2)   | State map highlighting Florence County    |
| Fond du Lac County | 039           | Fond du Lac       | 1836            | unorganized territory                                     | French for "foot of the lake" | 101.633 | 723 sq mi (1.873 km2)   | State map highlighting Fond du Lac County |
| Forest County      | 041           | Crandon           | 1885            | Langlade and Oconto Counties                              | Forest which covered the area when it was settled | 9.304   | 1.014 sq mi (2.626 km2) | State map highlighting Forest County      |
| Grant County       | 043           | Lancaster         | 1836            | unorganized territory                                     | Probably a trader named Grant, who made contact with area natives in 1810, but about whom little else is known                                                                                 | 51.208  | 1.148 sq mi (2.973 km2) | State map highlighting Grant County       |
| Green County       | 045           | Monroe            | 1836            | unorganized territory                                     | Nathanael Greene (1742-1786), quartermaster general during the American Revolutionary War | 36.842  | 584 sq mi (1.513 km2)   | State map highlighting Green County       |
| Green Lake County  | 047           | Green Lake        | 1858            | Marquette District                                        | Green Lake, located within the county | 19.051  | 354 sq mi (917 km2)     | State map highlighting Green Lake County  |
| Iowa County        | 049           | Dodgeville        | 1829            | unorganized territory                                     | Iowa tribe of Native Americans | 23.687  | 763 sq mi (1.976 km2)   | State map highlighting Iowa County        |
| Iron County        | 051           | Hurley            | 1893            | Ashland and Oneida Counties                               | Local iron deposits | 5.916   | 757 sq mi (1.961 km2)   | State map highlighting Iron County        |
| Jackson County     | 053           | Black River Falls | 1853            | La Crosse County                                          | Andrew Jackson (1767-1845), President of the United States 1829–1837 | 20.449  | 987 sq mi (2.556 km2)   | State map highlighting Jackson County     |
| Jefferson County   | 055           | Jefferson         | 1836            | Milwaukee County                                          | Thomas Jefferson (1743-1826), President of the United States (1801-1809) | 83.686  | 557 sq mi (1.443 km2)   | State map highlighting Jefferson County   |
| Juneau County      | 057           | Mauston           | 1856            | Quận Adams                                                | Solomon Juneau (1793-1856), founder of what would become Milwaukee | 26.664  | 768 sq mi (1.989 km2)   | State map highlighting Juneau County      |
| Kenosha County     | 059           | Kenosha           | 1850            | Quận Racine                                               | A Native American word meaning "place of the pike" | 166.426 | 273 sq mi (707 km2)     | State map highlighting Kenosha County     |
| Kewaunee County    | 061           | Kewaunee          | 1852            | Quận Manitowoc                                            | Either a Potawatomi word meaning "river of the lost" or an Ojibwe word meaning "prairie hen", "wild duck" or "to go around"                                                                    | 20.574  | 343 sq mi (888 km2)     | State map highlighting Kewaunee County    |
| La Crosse County   | 063           | La Crosse         | 1851            | unorganized territory                                     | The Native American game of lacrosse | 114.638 | 453 sq mi (1.173 km2)   | State map highlighting La Crosse County   |
| Lafayette County   | 065           | Darlington        | 1846            | Quận Iowa                                                 | Gilbert du Motier, marquis de La Fayette (1757-1834), a French general in the American Revolutionary War                                                                                       | 16.836  | 634 sq mi (1.642 km2)   | State map highlighting Lafayette County   |
| Langlade County    | 067           | Antigo            | 1879            | unorganized territory                                     | Charles de Langlade (1729 – c.1800), American Revolutionary War veteran and United States Indian Agent in Green Bay                                                                            | 19.977  | 873 sq mi (2.261 km2)   | State map highlighting Langlade County    |
| Lincoln County     | 069           | Merrill           | 1874            | Marathon County                                           | Abraham Lincoln (1809-1865), President of the United States 1861-1865 | 28.743  | 883 sq mi (2.287 km2)   | State map highlighting Lincoln County     |
| Manitowoc County   | 071           | Manitowoc         | 1836            | unorganized territory                                     | Munedoo-owk, a Ojibwe word meaning "the place of the good spirit" | 81.442  | 592 sq mi (1.533 km2)   | State map highlighting Manitowoc County   |
| Marathon County    | 073           | Wausau            | 1850            | Portage County                                            | Marathon, Greece | 134.063 | 1.545 sq mi (4.002 km2) | State map highlighting Marathon County    |
| Marinette County   | 075           | Marinette         | 1879            | Oconto County                                             | Marie Antoinette Chevalier, Native American wife of early an fur trapper | 41.749  | 1.402 sq mi (3.631 km2) | State map highlighting Marinette County   |
| Marquette County   | 077           | Montello          | 1836            | Marquette District                                        | Father Pere Jacques Marquette, missionary and explorer | 15.404  | 456 sq mi (1.181 km2)   | State map highlighting Marquette County   |
| Menominee County   | 078           | Keshena           | 1961            | Menominee Indian Reservation,Shawano, and Oconto Counties | Menominee nation of Native Americans | 4.232   | 358 sq mi (927 km2)     | State map highlighting Menominee County   |
| Milwaukee County   | 079           | Milwaukee         | 1835            | unorganized territory                                     | Mahnawaukee-Seepe, a Native American word meaning "gathering place by the river" | 947.735 | 242 sq mi (627 km2)     | State map highlighting Milwaukee County   |
| Monroe County      | 081           | Sparta            | 1854            | La Crosse County                                          | James Monroe (1758-1831), President of the United States 1817-1825 | 44.673  | 901 sq mi (2.334 km2)   | State map highlighting Monroe County      |
| Oconto County      | 083           | Oconto            | 1851            | unorganized territory                                     | A Native American settlement and the Oconto River, whose name means "plentiful with fish" | 37.660  | 998 sq mi (2.585 km2)   | State map highlighting Oconto County      |
| Oneida County      | 085           | Rhinelander       | 1885            | Lincoln County                                            | Oneida nation of Native Americans | 35.998  | 1.125 sq mi (2.914 km2) | State map highlighting Oneida County      |
| Outagamie County   | 087           | Appleton          | 1851            | Brown County                                              | Outagamie nation of Native Americans | 176.695 | 640 sq mi (1.658 km2)   | State map highlighting Outagamie County   |
| Ozaukee County     | 089           | Port Washington   | 1853            | Milwaukee County                                          | The Ojibwe word for the Sauk nation | 86.395  | 232 sq mi (601 km2)     | State map highlighting Ozaukee County     |
| Pepin County       | 091           | Durand            | 1858            | Dunn County                                               | Pierre and Jean Pepin du Chardonnets, explorers | 7.469   | 232 sq mi (601 km2)     | State map highlighting Pepin County       |
| Pierce County      | 093           | Ellsworth         | 1853            | Saint Croix County                                        | Franklin Pierce (1804-1869), President of the United States 1853-1857 | 41.019  | 576 sq mi (1.492 km2)   | State map highlighting Pierce County      |
| Polk County        | 095           | Balsam Lake       | 1853            | Saint Croix County                                        | James Polk (1795-1849), President of the United States (1845-1849) | 44.205  | 917 sq mi (2.375 km2)   | State map highlighting Polk County        |
| Portage County     | 097           | Stevens Point     | 1836            | unorganized territory                                     | Passage between the Fox and Wisconsin Rivers | 70.019  | 806 sq mi (2.088 km2)   | State map highlighting Portage County     |
| Price County       | 099           | Phillips          | 1879            | Chippewa and Lincoln Counties                             | William T. Price, president of the Wisconsin Senate | 14.159  | 1.253 sq mi (3.245 km2) | State map highlighting Price County       |
| Racine County      | 101           | Racine            | 1836            | unorganized territory                                     | Racine, the French word for "root", after the Root River, which flows through the county | 195.408 | 333 sq mi (862 km2)     | State map highlighting Racine County      |
| Richland County    | 103           | Richland Center   | 1842            | Iowa County                                               | The rich soil of the area | 18.021  | 586 sq mi (1.518 km2)   | State map highlighting Richland County    |
| Rock County        | 105           | Janesville        | 1836            | unorganized territory                                     | Rock River, which flows through the county | 160.331 | 720 sq mi (1.865 km2)   | State map highlighting Rock County        |
| Rusk County        | 107           | Ladysmith         | 1901            | Chippewa County                                           | Jeremiah McLain Rusk (1830-1893), Governor of Wisconsin 1882-1889 | 14.755  | 913 sq mi (2.365 km2)   | State map highlighting Rusk County        |
| Sauk County        | 111           | Baraboo           | 1840            | unorganized territory                                     | Sauk nation of Native Americans | 61.976  | 838 sq mi (2.170 km2)   | State map highlighting Sauk County        |
| Sawyer County      | 113           | Hayward           | 1883            | Oconto County                                             | Philetus Sawyer (1816-1900), United States Representative (1865-1875) and Senator (1881-1893) from Wisconsin                                                                                   | 16.557  | 1.256 sq mi (3.253 km2) | State map highlighting Sawyer County      |
| Shawano County     | 115           | Shawano           | 1853            | Oconto County                                             | A Ojibwe word meaning "southern" | 41.949  | 893 sq mi (2.313 km2)   | State map highlighting Shawano County     |
| Sheboygan County   | 117           | Sheboygan         | 1836            | unorganized territory                                     | Shawb-wa-way-kun, a Native American word meaning "great noise underground" | 115.507 | 514 sq mi (1.331 km2)   | State map highlighting Sheboygan County   |
| Saint Croix County | 109           | Hudson            | 1840            | unorganized territory                                     | An early French explorer named St. Croix, about whom little is known | 84.345  | 722 sq mi (1.870 km2)   | State map highlighting Saint Croix County |
| Taylor County      | 119           | Medford           | 1875            | Clark, Lincoln, Marathon and Chippewa Counties            | William Robert Taylor (1820-1909), Governor of Wisconsin 1874-1876 | 20.689  | 975 sq mi (2.525 km2)   | State map highlighting Taylor County      |
| Trempealeau County | 121           | Whitehall         | 1854            | Crawford and La Crosse Counties                           | Trempealeau Mountain (from the French for "mountain with its foot in the water"), a bluff located in a bend of the Trempealeau River, which flows through the county                           | 28.816  | 734 sq mi (1.901 km2)   | State map highlighting Trempealeau County |
| Vernon County      | 123           | Viroqua           | 1851            | Richland and Crawford Counties                            | Mount Vernon, home of George Washington | 29.773  | 795 sq mi (2.059 km2)   | State map highlighting Vernon County      |
| Vilas County       | 125           | Eagle River       | 1893            | Oneida County                                             | William Vilas (1840-1908), officer in the Civil War, United States Postmaster General (1885-1888), United States Secretary of the Interior (1888-1889), and Senator from Wisconsin (1891-1897) | 21.430  | 874 sq mi (2.264 km2)   | State map highlighting Vilas County       |
| Walworth County    | 127           | Elkhorn           | 1836            | unorganized territory                                     | Reuben Hyde Walworth (1788-1867), jurist from New York | 102.228 | 555 sq mi (1.437 km2)   | State map highlighting Walworth County    |
| Washburn County    | 129           | Shell Lake        | 1883            | Burnett County                                            | Cadwallader Washburn (1818-1882), Governor of Wisconsin 1872–1874 and Representative from Wisconsin 1867–1871                                                                                  | 15.911  | 810 sq mi (2.098 km2)   | State map highlighting Washburn County    |
| Washington County  | 131           | West Bend         | 1836            | unorganized territory                                     | George Washington (1732-1799), American Revolutionary War leader (1775–1783), and first President of the United States (1789–1797)                                                             | 131.887 | 431 sq mi (1.116 km2)   | State map highlighting Washington County  |
| Waukesha County    | 133           | Waukesha          | 1846            | Milwaukee County                                          | Waugooshance, a Pottawatomi word meaning "little foxes" | 389.891 | 556 sq mi (1.440 km2)   | State map highlighting Waukesha County    |
| Waupaca County     | 135           | Waupaca           | 1851            | Brown and Winnebago Counties                              | wau-pa-ka-ho-nak, a Menominee word meaning "white sand bottom" or "brave young hero" | 52.410  | 751 sq mi (1.945 km2)   | State map highlighting Waupaca County     |
| Waushara County    | 137           | Wautoma           | 1851            | Marquette County                                          | A Native American word meaning "good earth" | 24.496  | 626 sq mi (1.621 km2)   | State map highlighting Waushara County    |
| Winnebago County   | 139           | Oshkosh           | 1840            | unorganized territory                                     | Winnebago nation of Native Americans | 166.994 | 439 sq mi (1.137 km2)   | State map highlighting Winnebago County   |
| Wood County        | 141           | Wisconsin Rapids  | 1856            | Portage County                                            | Joseph Wood (1809-1890), state legislator (1856-1858) | 74.749  | 793 sq mi (2.054 km2)   | State map highlighting Wood County        |